# Колесникова, Татьяна Николаевна
Татьяна Николаевна Колесникова (род. 9 августа 1977, Николаев) — украинская спортсменка (академическая гребля), чемпионка мира и Европы, участница двух Олимпиад, заслуженный мастер спорта Украины.

## Спортивная карьера
Колесникова была в составе олимпийской сборной Украины на Играх XXVIII Олимпиады 2004 года в Афинах. В составе парной четвёрки (Елена Морозова, Яна Дементьева, Татьяна Колесникова и Елена Олефиренко) была третьей в финальном заплыве, но решением МОК из-за употребления Еленой Олефиренко препаратов, которые могут быть основой для создания допинга, результат украинок аннулировали, а бронзовые награды передали австралийкам.
Колесникова поехала с олимпийской сборной Украины на XXIX Олимпийские игры 2008 года в Пекине. В финальном заплыве парной четвёрки среди женщин на 2 км команда Украины (Светлана Спирюхова, Елена Олефиренко, Наталья Ляльчук и Татьяна Колесникова) стали четвёртыми, проиграв Германии 0,46 сек. (6:20.02).
В парной четвёрке четыре раза становилась чемпионкой Европы в 2007 (Светлана Спирюхова, Татьяна Колесникова, Елена Олефиренко, Наталья Губа), 2008 (Светлана Спирюхова, Татьяна Колесникова, Елена Олефиренко, Наталья Ляльчук), 2009 (Светлана Спирюхова, Татьяна Колесникова, Анастасия Коженкова и Яна Дементьева) и 2011 (Светлана Спирюхова, Татьяна Колесникова, Наталья Губа, Екатерина Тарасенко) годах. Чемпионка мира 2009 года (Светлана Спирюхова, Татьяна Колесникова, Анастасия Коженкова и Яна Дементьева).